# Championnat d'Afrique du Sud de Formule 1
Le championnat d'Afrique du Sud de Formule 1 est une compétition automobile qui a existé entre 1960 et 1975 avec le règlement technique de la Formule 1.
John Love et Dave Charlton sont les deux meilleurs pilotes de ce championnat ; ils remportent le championnat des pilotes à six reprises dans les années 1960, puis Ian Scheckter réussit à remporter six titres au début des années 1980.
À partir de 1976, en raison des coûts de développement élevés, les voitures utilisées appartiennent à la catégorie Formule Atlantic et le championnat devient « championnat d'Afrique du Sud des pilotes ». Il s'est ainsi poursuivit jusqu'en 1986.

## Palmarès
| Année                                              | Vainqueur         | Nationalité    | Voiture                              | Victoire | Podium | Points | Marge (sur le second) |
| -------------------------------------------------- | ----------------- | -------------- | ------------------------------------ | -------- | ------ | ------ | --------------------- |
| Championnat d'Afrique du Sud des pilotes           |                   |                |                                      |          |        |        |                       |
| 1953                                               | Doug Duff         | Afrique du Sud |                                      |          |        |        |                       |
| 1954                                               | Bill Jennings     | Afrique du Sud |                                      |          |        |        |                       |
| 1955                                               | Frank Brodie      | Afrique du Sud |                                      |          |        |        |                       |
| 1956                                               | Bill Jennings     | Afrique du Sud |                                      |          |        |        |                       |
| 1957                                               | Bill Jennings     | Afrique du Sud |                                      |          |        |        |                       |
| 1958                                               | Ian Fraser-Jones  | Afrique du Sud |                                      |          |        |        |                       |
| 1959                                               | Ian Fraser-Jones  | Afrique du Sud |                                      |          |        |        |                       |
| Championnat d'Afrique du Sud de Formule 1          |                   |                |                                      |          |        |        |                       |
| 1960                                               | Syd van der Vyver | Afrique du Sud | Cooper-Alfa Romeo                    | 5        |        | 24     | 4                     |
| 1961                                               | Syd van der Vyver | Afrique du Sud | Lotus 18-Alfa Romeo                  |          |        |        |                       |
| 1962                                               | Ernie Pieterse    | Afrique du Sud | Heron-Alfa Romeo Lotus 20-Climax     |          |        |        |                       |
| 1963                                               | Neville Lederle   | Afrique du Sud | Lotus 20-Climax                      |          |        |        |                       |
| 1964                                               | John Love         | Rhodésie       | Cooper T55-Climax                    |          |        |        |                       |
| 1965                                               | John Love         | Rhodésie       | Cooper T55-Climax                    |          |        |        |                       |
| 1966                                               | John Love         | Rhodésie       | Cooper T79-Climax                    | 7        | 8      | 69     | 13                    |
| 1967                                               | John Love         | Rhodésie       | Cooper T79-Climax Brabham BT20-Repco | 8        | 10     | 82     | 30                    |
| 1968                                               | John Love         | Rhodésie       | Brabham BT20-Repco Lotus 49-Cosworth | 6        | 6      | 54     | 14                    |
| 1969                                               | John Love         | Rhodésie       | Lotus 49-Cosworth                    | 4        | 5      | 43     | 1                     |
| 1970                                               | Dave Charlton     | Afrique du Sud | Lotus 49-Cosworth                    | 7        | 8      | 69     | 32                    |
| 1971                                               | Dave Charlton     | Afrique du Sud | Lotus 49-Cosworth Lotus 72-Cosworth  | 7        | 8      | 72     | 24                    |
| 1972                                               | Dave Charlton     | Afrique du Sud | Lotus 72-Cosworth                    | 9        | 9      | 81     | 39                    |
| 1973                                               | Dave Charlton     | Afrique du Sud | Lotus 72-Cosworth                    | 10       | 10     | 93     | 40                    |
| 1974                                               | Dave Charlton     | Afrique du Sud | Tyrrell 007-Cosworth                 | 6        | 10     | 76     | 11                    |
| 1975                                               | Dave Charlton     | Afrique du Sud | McLaren M23-Cosworth                 | 2        | 8      | 68     | 5                     |
| Championnat d'Afrique du Sud de Formule Atlantic   |                   |                |                                      |          |        |        |                       |
| 1976                                               | Ian Scheckter     | Afrique du Sud | Lexington March 76B-Ford             | 6        |        |        |                       |
| 1977                                               | Ian Scheckter     | Afrique du Sud | Lexington March 77B-Ford             | 6        |        |        |                       |
| 1978                                               | Ian Scheckter     | Afrique du Sud | Lexington March 78B-Ford             | 4        |        |        |                       |
| 1979                                               | Ian Scheckter     | Afrique du Sud | Lexington March 79B-Ford             | 7        |        |        |                       |
| Championnat d'Afrique du Sud des pilotes           |                   |                |                                      |          |        |        |                       |
| 1980                                               | Tony Martin       | Afrique du Sud | Chevron B31-Mazda                    | 12       |        |        |                       |
| 1981                                               | Bernard Tilanus   | Afrique du Sud | DAW March 78B-Mazda                  | 5        |        |        |                       |
| 1982                                               | Graham Duxbury    | Afrique du Sud | Hekro-Propart March 822-Mazda        | 6        |        |        |                       |
| 1983                                               | Ian Scheckter     | Afrique du Sud | Gunston March 832-Mazda              | 13       |        |        |                       |
| 1984                                               | Ian Scheckter     | Afrique du Sud | Gunston March 842-Mazda              | 11       |        |        |                       |
| 1985                                               | Trevor van Rooyen | Afrique du Sud | DAW Maurer MM83-Mazda                | 11       |        |        |                       |
| 1986                                               | Wayne Taylor      | Afrique du Sud | Ralt RT4-Mazda                       | 5        |        |        |                       |
| Championnat d'Afrique du Sud de Formule Volkswagen |                   |                |                                      |          |        |        |                       |
| 2008                                               | Gavin Cronje      | Afrique du Sud |                                      |          |        |        |                       |
| 2009                                               | Jayde Kruger      | Afrique du Sud |                                      |          |        |        |                       |
| 2010                                               | Simon Moss        | Afrique du Sud |                                      |          |        |        |                       |
| 2011                                               | Jayde Kruger      | Afrique du Sud |                                      |          |        |        |                       |
| 2012                                               | Jayde Kruger      | Afrique du Sud |                                      |          |        |        |                       |
| 2013                                               | Robert Wolk       | Afrique du Sud |                                      |          |        |        |                       |

## Crédit d'auteurs
- (en) Cet article est partiellement ou en totalité issu de l’article de Wikipédia en anglais intitulé « South African Formula One Championship » (voir la liste des auteurs).